# John Astley
John James Astley (* 13. Januar 1989) ist ein englischer Snookerspieler aus Gateshead.

## Karriere
2005 versuchte sich Astley erstmals an der Qualifikation für die Snooker Main Tour über die PIOS-Turniere. Obwohl er es ab 2007 jedes Jahr bei PIOS- bzw. Q-School-Turnieren versuchte, verfehlte er stets die Qualifikationsnorm. Erst über die Players Tour Championship 2012/13 gelang ihm der Einstieg in den Profibereich. Dabei überstand er bei allen 10 Turnieren das Auftaktmatch und erreichte dreimal Runde 3. Durch das beständige Punktesammeln erreichte er Platz 5 der Amateurwertung.
Die Snooker-Saison 2013/14 begann mit einem Sieg gegen Mike Dunn in der Qualifikation für das Wuxi Classic 2013. Damit stand er erstmals in der Hauptrunde eines Weltranglistenturniers unter den letzten 64. Bei der UK Championship und den China Open konnte er diesen Erfolg wiederholen. Bei den kleineren PTC-Turnieren kam er zweimal unter die letzten 32. Damit stand er zu Saisonende unter den Top 100. Er erhielt den Rookie of the Year Award als bester Tourneuling. Da er im Jahr darauf diese Ergebnisse jedoch nicht bestätigen konnte und insgesamt nur vier Partien gewann, reichte es nicht zur Weiterqualifikation für die Main Tour.
Astley machte ein Jahr Pause und baute sich ein zweites Standbein als Snookertrainer in seiner Heimatstadt Gateshead auf. Außerdem bekam er eine Rolle als Snookerspieler in einem Theaterstück, das im Crucible Theatre, dem Schauplatz der Snookerweltmeisterschaft, aufgeführt wurde. Bei 27 Auftritten erzielte er vor Theaterpublikum aus einem vorbereiteten Bild 12 Century-Breaks und wurde siebenmal „Weltmeister“ in seiner Rolle.
Vor der Saison 2016/17 versuchte er sich erneut über die Q School zu qualifizieren. Beim zweiten Turnier besiegte er in seinem Gruppenfinale den gerade aus der Main Tour gefallenen Peter Lines und sicherte sich damit zwei weitere Profijahre. Sein zweiter Anlauf begann sehr erfolgreich, beim Riga Masters erreichte er zum Auftakt das Viertelfinale. Bei den Indian Open und den Gibraltar Open folgte jeweils eine Achtelfinalteilnahme. Dennoch war er am Saisonende lediglich auf Rang 76 platziert. Auch wenn sein bestes Ergebnis in der nächsten Saison eine Achtelfinalteilnahme bei den Welsh Open war, reichten seine regelmäßigen Hauptrundenteilnahmen aus, um sich zum Saisonende auf Rang 66 zu verbessern, womit er eine direkte Qualifikation um nur zwei Plätze verpasste. Doch er hatte Glück, denn er befand sich unter denjenigen acht Spielern, die auf der Einjahresweltrangliste die ersten acht Spieler ohne Qualifikation für die nächste Saison waren, und bekam so einen Qualifikationsplatz für die nächsten zwei Saisons.
Im Laufe der Saison 2018/19 schied Astley jedoch häufig in der Qualifikation oder in der Runde der letzten 64 aus. Einzige Ausnahmen bildeten die Indian Open, wo er in der Runde der letzten 32 verlor, und die Snookerweltmeisterschaft, bei der er in der Runde der letzten 48 Ali Carter unterlag. Dies war allerdings lediglich die finale Qualifikationsrunde für die WM-Hauptrunde. Am Ende der Saison wurde er auf Rang 87 geführt. In der folgenden Spielzeit verschlechterte sich Astleys Form weiter, sodass dieser nur dreimal eine Runde der letzten 64 erreichte und ansonsten lediglich einen Sieg in der WM-Qualifikation vorweisen konnte. Somit beendete er die Saison auf Rang 80, was erneut nicht für eine Qualifikation über die Top 64 der Rangliste ausreichte. Sein Versuch einer Wiederqualifikation über die Q School 2020 führte den Engländer zwar beim ersten Turnier in eines von insgesamt vier Entscheidungsspielen um einen Main-Tour-Platz, doch er verlor gegen Peter Devlin.
Während der anschließenden Saison wurde Astley als Amateur zu drei Profiturnieren eingeladen, da freie Plätze bei den Profiturnieren üblicherweise über eine Gesamtwertung der drei Q-School-Turniere mit Amateuren aufgefüllt wurden. Vereinzelt konnte Astley zwar Spiele gewinnen, ein bedeutender Achtungserfolg gelang ihm aber nicht. 2021 nahm er erneut an der Q School teil, verpasste aber wieder die Qualifikation. Das beste Ergebnis war diesmal eine Teilnahme am Gruppenhalbfinale des zweiten Events. Auf der Gesamtwertung der Q School landete er, wie schon im Vorjahr, auf Platz 10, weshalb er erneut zu einigen Profiturnieren eingeladen wurde. Diesmal geschah das allerdings weitaus regelmäßiger, sodass Astley an fast allen Turnieren teilnahm. Erneut gewann er zwar einige Spieler, einen Achtungserfolg oder gar den Durchbruch verpasste er aber erneut. Weitere Spielpraxis sammelte er auf der WPBSA Q Tour und bei den WDF Championship, wobei er mehrfach ins Achtelfinale kam. Bei der Q School 2022 gelang ihm dann nach zwei Jahren doch noch die Rückkehr auf die Profitour; im dritten Event besiegte er im entscheidenden Spiel überraschend Michael Holt.
In der ersten Hälfte der Saison 2022/23 zeigte Astley konstant gute Leistungen und zog unter anderem in das Achtelfinale der English Open und die Runde der letzten 32 bei den Northern Ireland Open ein. Nur einmal schied er in der ersten Runde aus einem Turnier aus. In der zweiten Saisonhälfte verschlechterte seine Form sich rapide, sodass er dreimal in der ersten Runde ausschied und zweimal die zweite Runde erreichte. Bei der Weltmeisterschaft erreichte er jedoch die dritte Qualifikationsrunde und musste sich dort nur knapp mit 9:10 Anthony McGill geschlagen geben. Zum Saisonende wurde er auf Rang 83 der Weltrangliste geführt. Die folgende Saison begann mit dem Einzug in die Zwischenrunde der Championship League, danach schied Astley jedoch fünfmal in Folge bereits in der ersten Runde von Ranglistenturnieren aus. Einzig bei der International Championship erreichte er die zweite Runde, bevor er erneut fünfmal in der ersten Runde ausschied. Bei der Weltmeisterschaft gelang ihm dann erneut der Einzug in die dritte Qualifikationsrunde, wo er jedoch recht klar mit 6:10 Ryan Day unterlag. Aufgrund der schwachen zweiten Saison fand er sich auf Platz 77 der Weltrangliste wieder und verpasste damit die neuerliche Qualifikation für die Main Tour.

## Erfolge
| Ausgang         | Jahr | Turnier                        | Finalgegner  | Ergebnis |
| --------------- | ---- | ------------------------------ | ------------ | -------- |
| Amateurturniere |      |                                |              |          |
| Sieger          | 2012 | EBSA Qualifying Tour – Event 3 | Jeff Cundy   | 3:2      |
| Sieger          | 2016 | Q School – Event 2             | Peter Lines  | 4:0      |
| Zweiter         | 2020 | Q School – Event 1             | Peter Devlin | 2:4      |
| Sieger          | 2022 | Q School – Event 3             | Michael Holt | 4:2      |